# Halblech

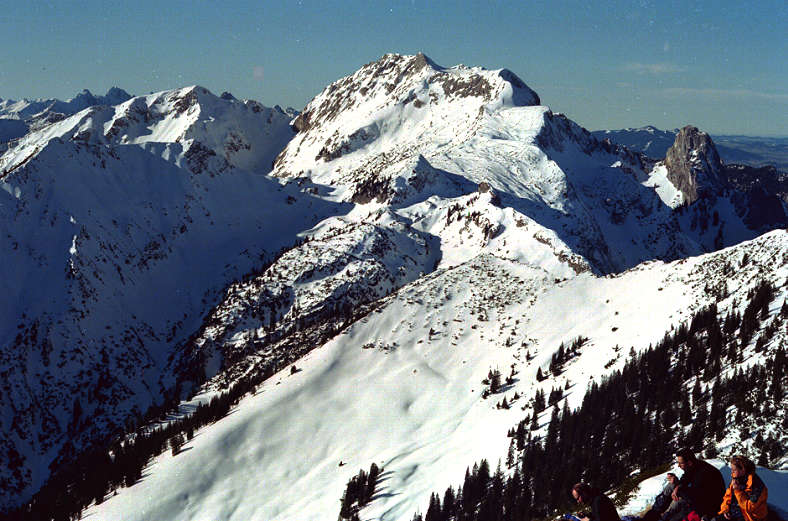
Hochplatte

Halblech – miejscowość i gmina w południowych Niemczech, w kraju związkowym Bawaria, w rejencji Szwabia, w regionie Allgäu, w powiecie Ostallgäu. Leży w Allgäu, częściowo w grupie górskiej Ammergauer Alpen, około 22 km na południowy wschód od Marktoberdorfu, przy drodze B17.
Najwyższym punktem jest Hochplatte.

## Demografia
| Rok  | Liczba mieszkańców |
| ---- | ------------------ |
| 1970 | 2 797              |
| 1987 | 3 115              |
| 2000 | 3 485              |
| 2005 | 3 585              |

## Polityka
Wójtem gminy jest Bernhard Singer, rada gminy liczy 16 członków.
|      | ÜWG Trauchgau | PWG Buching | UWG | Razem |
| 2008 | 8             | 7           | 1   | 16    |
| 2002 | 8             | 7           | 1   | 16    |

## Oświata
W gminie znajduje się przedszkole (125 miejsc i 96 dzieci) oraz szkoła (12 nauczycieli i 255 uczniów).